# King's Cup 2005
Navigation
Édition précédente Édition suivante
La ฟุตบอลชิงถ้วยพระราชทานคิงส์คัพ ครั้งที่ 36 ou la 36e édition de la King's Cup s'est tenue du 24 décembre au 23 décembre 2005  à Phuket, à Krabi et à Phang Nga en Thaïlande. La King's Cup (คิงส์คัพ) est un tournoi annuel qui se dispute depuis 1968. 
C'est l'équipe de Lettonie de football du sélectionneur Jurijs Andrejevs qui gagne ce tournoi pour sa première participation en battant en finale la Corée du Nord 2–1. La Thaïlande et l'Oman sont les deux autres pays participants.

## Compétition

### Phase de poule
| Sélection     | J | G | N | D | Bp | Bc | Diff | Pts |
| ------------- | - | - | - | - | -- | -- | ---- | --- |
| Lettonie      | 3 | 1 | 2 | 0 | 4  | 3  | +1   | 5   |
| Corée du Nord | 3 | 1 | 1 | 1 | 4  | 3  | +1   | 4   |
| Thaïlande     | 3 | 1 | 1 | 1 | 2  | 3  | −1   | 4   |
| Oman          | 3 | 1 | 0 | 2 | 3  | 4  | −1   | 3   |

| Phase de poule (J1) | Oman                      | 2 - 1   | Corée du Nord     | Stade provincial de Krabi (en) Krabi, Thaïlande |  |
| 24 décembre 2005    | inconnu 14e · inconnu 60e | (1 - 0) | 90e Nam Song-chol |                                                 |  |
| 24 décembre 2005    | (Rapport de rsssf.com)    |         |                   |                                                 |  |

| Phase de poule (J1)    | Thaïlande       | 1 - 1               | Lettonie                               | Stade de la province de Phang Nga (en) Phang Nga, Thaïlande |                                               |
| 24 décembre 2005 17h00 | T. Winothai 56e | (0 - 1)             | 19e G. Soloņicins (lv)                 | Spectateurs : 7 000 Arbitrage : Sakhakh Hamid               | Spectateurs : 7 000 Arbitrage : Sakhakh Hamid |
| 24 décembre 2005 17h00 |                 | (Rapport de la LFF) | 47e G. Soloņicins (lv) · 60e A. Rubins | Spectateurs : 7 000 Arbitrage : Sakhakh Hamid               | Spectateurs : 7 000 Arbitrage : Sakhakh Hamid |

| Phase de poule (J2) | Thaïlande              | 1 - 0   | Oman | Stade Surakul (th) Phuket, Thaïlande |  |
| 26 décembre 2005    | E. Inthasen (th) 2e    | (1 - 0) |      |                                      |  |
| 26 décembre 2005    | (Rapport de rsssf.com) |         |      |                                      |  |

| Phase de poule (J2)    | Corée du Nord    | 1 - 1               | Lettonie            | Stade Surakul (th) Phuket, Thaïlande            |                                                 |
| 26 décembre 2005 16h30 | An Chol-hyok 28e | (1 - 0)             | 65e Ģ. Karlsons     | Spectateurs : 5 000 Arbitrage : Chaiwat Kunsuta | Spectateurs : 5 000 Arbitrage : Chaiwat Kunsuta |
| 26 décembre 2005 16h30 |                  | (Rapport de la LFF) | 14e A. Prohorenkovs | Spectateurs : 5 000 Arbitrage : Chaiwat Kunsuta | Spectateurs : 5 000 Arbitrage : Chaiwat Kunsuta |

| Phase de poule (J3) | Thaïlande              | 0 - 2   | Corée du Nord                         | Stade Surakul (th) Phuket, Thaïlande |  |
| 28 décembre 2005    |                        | (0 - 2) | 7e Kim Chol-ho (en) · 9e Hong Yong-jo |                                      |  |
| 28 décembre 2005    | (Rapport de rsssf.com) |         |                                       |                                      |  |

| Phase de poule (J3)    | Oman                     | 1 - 2               | Lettonie                                                                       | Stade Surakul (th) Phuket, Thaïlande            |                                                 |
| 28 décembre 2005 16h30 | H. Z. Al-Maghni (en) 90e | (0 - 0)             | V. Astafjevs · 54e G. Karlsons · 90+1e G. Kalniņš                              | Spectateurs : 5 000 Arbitrage : Rungkly Mangkol | Spectateurs : 5 000 Arbitrage : Rungkly Mangkol |
| 28 décembre 2005 16h30 |                          | (Rapport de la LFF) | 44e V. Morozs (lv) · 44e V. Dobrecovs · 55e G. Soloņicins (lv) · 85e K. Blanks | Spectateurs : 5 000 Arbitrage : Rungkly Mangkol | Spectateurs : 5 000 Arbitrage : Rungkly Mangkol |

### Finale
| Finale                 | Lettonie                                          | 2 - 1               | Corée du Nord    | Stade Surakul (th) Phuket, Thaïlande            |                                                 |
| 30 décembre 2005 18h00 | G. Karlsons 38e · A. Prohorenkovs 40e             | (2 - 0)             | 47e Hong Yong-jo | Spectateurs : 3 000 Arbitrage : Chaiwat Kunsuta | Spectateurs : 3 000 Arbitrage : Chaiwat Kunsuta |
| 30 décembre 2005 18h00 | Ģ. Karlsons 55e · D. Zirnis 67e · A. Štolcers 86e | (Rapport de la LFF) |                  | Spectateurs : 3 000 Arbitrage : Chaiwat Kunsuta | Spectateurs : 3 000 Arbitrage : Chaiwat Kunsuta |